# O Primeiro Amor (conto)

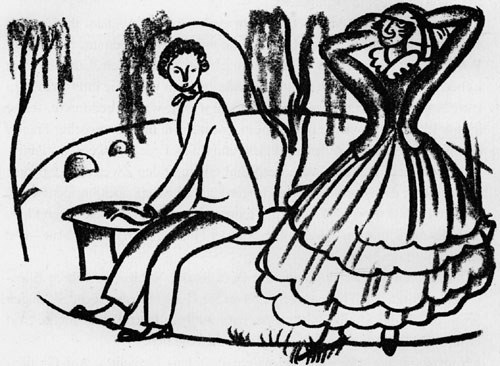
Ilustração do livro O Primeiro Amor.

Pervaia Liubov (Первая любовь) ou, em português, O Primeiro Amor, é um conto do escritor russo Ivan Turgeniev publicado em 1860. É um dos seus mais celebrados trabalhos de ficção.
É um conto que mantém a sua importância na sociedade e cultura russas, sendo ensinado nas escolas e universidades.
Em 2007, foi lançado um curta-metragem inspirado por este conto, dirigido por Aleksandr Petrov. O curta foi indicado ao Oscar 2008.